# Pseudotrochalus neavei
Pseudotrochalus neavei är en skalbaggsart som beskrevs av Moser 1916. Pseudotrochalus neavei ingår i släktet Pseudotrochalus och familjen Melolonthidae. Inga underarter finns listade i Catalogue of Life.